# Rickard Sarby

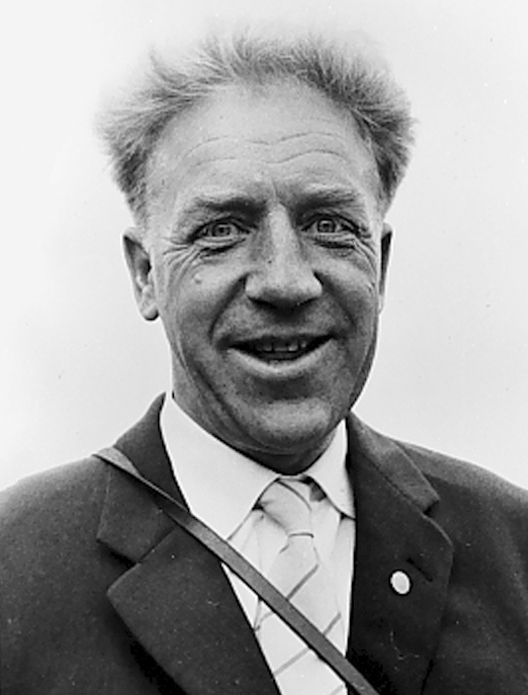
Rickard Sarby.

Rickard Sarby, född 19 september 1912 i Dannemora, död 10 februari 1977 i Uppsala, var en svensk olympisk bronsmedaljör i segling och en båtkonstruktör från Uppsala.
Rickard Sarby var en framgångsrik kanotseglare som konstruerat ett flertal C-kanoter.
1949 både ritade och konstruerade Rickard Sarby det som senare skulle döpas till finnjolle.
Rickard Sarby tog brons när finnjollen blev en olympisk klass 1952 i Helsingfors.